# Rhombodera valida
Rhombodera valida es una especie de mantis de la familia Mantidae.

## Distribución geográfica
Se encuentra en la China, India, Java, Molucas y  Timor en    Indonesia.